# جون فان إت شخيب
جون فان إت شخيب (بالهولندية: John van 't Schip)، من مواليد 30 ديسمبر 1963، لاعب كرة قدم هولندي سابق، ومدرب كرة قدم هولندي حالي.
لعب مع منتخب هولندا لكرة القدم.

## مسيرته الكروية
لعب جون فان إت شخيب خلال مسيرته الاحترافية مع ناديين في خمسة عشر موسمًا وسجل خلالها 40 هدف ضمن 380 مباراة. حيث فاز في ثلاثة مواسم بالكأس وفي أربعة مواسم بالدوري.
خاض جون فان إت شخيب مسيرته مع نادي أياكس أمستردام في موسم 1981–82 ليلعب معه أحد عشر موسمًا، مشاركًا في 273 مباراة سجل خلالها 29 هدفًا. ثم انتقل إلى نادي جنوى في موسم 1992–93 ليلعب معه أربعة مواسم، حيث شارك في 107 مباراة سجل خلالها 11 هدفًا.

## روابط خارجية
- جون فان إت شخيب على موقع الاتحاد الدولي (مؤرشف)  (الإنجليزية)
- جون فان إت شخيب على موقع قاعدة بيانات كرة القدم.إي يو (الإنجليزية)
- جون فان إت شخيب على موقع ناشيونال فوتبول تيمز (الإنجليزية)
- جون فان إت شخيب على موقع عالم كرة القدم.نت (الإنجليزية)